# Los muñequitos de Matanzas
Los muñequitos de Matanzas est un groupe de musique latine fondé le 9 octobre 1952 à Matanzas par Florencio Calle (compositeur), Esteban Lantri, Juan Mesa (chants), Ernesto Torriente, Esteban Bacallao, Angel Pellado et Gregorio Diaz (percussions). Ce groupe a parcouru le monde entier. Aujourd'hui, c'est une fière institution et un rempart de la culture cubaine. Leur style musical s'apparente à la rumba cubaine, et plus précisément le guaguancó, le yambú ou la columbia. 

## Liens
- Ressources relatives à la musique :   - Discogs
  - MusicBrainz
  - Muziekweb
  - Songkick
- Notices d'autorité :   - VIAF
  - ISNI
  - IdRef
  - LCCN
  - WorldCat